# Raluca Kelemen
Ioana Raluca Kelemen (n. 24 iunie 1998, Râmnicu Vâlcea, Vâlcea, România) este o jucătoare de handbal română, care evoluează pe postul de portar la clubul SCM Râmnicu Vâlcea și la echipa națională de handbal feminin a României.
Înaintea Campionatului European de handbal din 2024 Kelemen a fost selectată în echipa națională antrenată de Florentin Pera. La turneul final, ea a jucat în 3 meciuri.

## Carieră
Ioana Raluca Kelemen s-a format ca sportivă la Grupul Școlar Energetic Râmnicu Vâlcea, fiind antrenată de Aurelian Roșca. Ea a activat apoi la CSȘ Caracal, iar în 2017 s-a transferat la HC Zalău, unde a rămas până în 2023. În sezonul 2023-2024, Kelemen a jucat pentru echipa SCM Gloria Buzău.
Raluca Kelemen a fost componentă a echipelor naționale de junioare și tineret ale României. În 2016 a participat cu lotul României de junioare la Campionatul Mondial. În 2017 a fost desemnată cel mai bun portar din Europa, la categoria sub 21 de ani.
În iunie 2023 Kelemen a semnat cu SCM Râmnicu Vâlcea.

## Palmares
Club
- Cupa Cupelor EHF:
  - Sfert-finalistă: 2017-2018

- Cupa României:
  -  Medalie de bronz: 2019

Echipa națională
- Trofeul Carpați U19:
  -  Câștigătoare: 2017